# نيك جنكينز
نيك جنكينز (بالإنجليزية: Nick Jenkins)‏ هو شخصية أعمال بريطاني، ولد في 13 مايو 1967 في Droitwich Spa ‏ في المملكة المتحدة.

## وصلات خارجية
- نيك جنكينز على موقع IMDb (الإنجليزية)
- نيك جنكينز على موقع قاعدة بيانات الفيلم (الإنجليزية)